# Simias concolor
Nasique des îles Pagai, Entelle de Pagai, Langur à queue de cochon
Pour les articles homonymes, voir Simias, Nasique et Entelle.
Genre
Espèce
Synonymes
- Nasalis concolor (Miller, 1903)

Statut de conservation UICN

 CR A2cd : 
En danger critique
Statut CITES
Le Nasique des îles Pagai, Entelle de Pagai ou Langur à queue de cochon (Simias concolor) est l'unique espèce connue du genre Simias, de la famille des Cercopithécidés. C'est avec Nasalis larvatus l'une des deux espèces de nasiques, des singes d'Asie précédemment classés tous deux dans le genre Nasalis. Cette espèce est en danger critique de disparition.
Synonyme : Nasalis concolor (Miller, 1903).

## Description
Le langur à queue de cochon mesure 50 cm, a une queue de 15 cm et pèse de 7 à 8,7 kg.
Il a des poils noirs et un "masque blanc" sur sa face. Son nez est petit et retroussé, contrairement au nasique nasalis larvatus mâle qui a un nez protubérant et impressionnant.
Il vit en groupes d'une dizaine d'individus comprenant généralement un mâle et plusieurs femelles ; il y a aussi des groupes de mâles célibataires.
Il mange des feuilles, des fruits et des graines ; quatre espèces végétales constituent l'essentiel de son alimentation, ce qui le rend très vulnérable à la déforestation.
Comme il mange principalement des feuilles difficiles à digérer, il a un estomac à plusieurs poches (comme les vaches et le nasalis larvatus).
Il vit dans les forêts primaires marécageuses des îles Mentawaï, à l'est de l'île de Sumatra, surtout dans les îles Pagai du Nord et du Sud. Il est nommé simakobou à Siberut et simasepsep à Sipura et dans les îles Pagai.

## Répartition

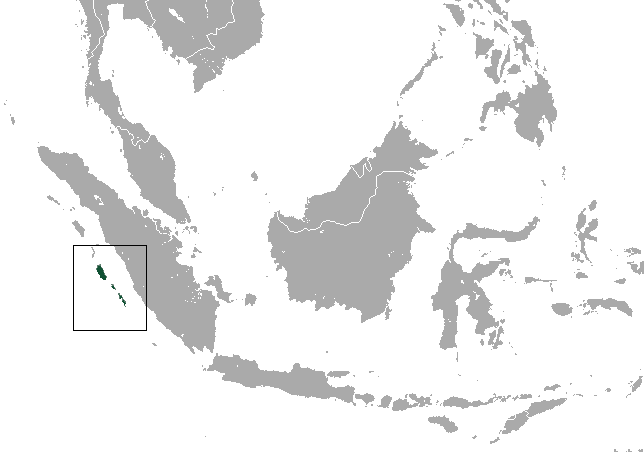
Carte de l'Indonésie montrant, en vert, la répartition du Nasique des îles Pagai

## Menaces et conservation
Le simias concolor est une des vingt-et-une espèces de primates d'Asie incluse entre 2000 et 2020 dans la liste des 25 espèces de primates les plus menacées au monde (inclus dans cette liste depuis 2002 : 2002 ; 2004 ; 2006 ; 2008 ; 2010 ; 2012 ; 2014 ; 2016 ; 2018).